# Okręg wyborczy nr 65 do Sejmu Polskiej Rzeczypospolitej Ludowej (1989–1991)
Okręg wyborczy nr 65 do Sejmu Polskiej Rzeczypospolitej Ludowej (1989–1991) obejmował Nowy Targ oraz gminy Biały Dunajec, Bukowina Tatrzańska, Czarny Dunajec, Czorsztyn, Jabłonka, Jordanów, Krościenko nad Dunajcem, Lubień, Łapsze Niżne, Nowy Targ (gmina wiejska), Ochotnica Dolna, Raba Wyżna, Rabka, Szczawnica, Tatrzańska i Zakopane (województwo nowosądeckie). W ówczesnym kształcie został utworzony w 1989. Wybieranych było w nim 4 posłów w systemie większościowym.
Siedzibą okręgowej komisji wyborczej był Nowy Targ.

## Wybory parlamentarne 1989

### Mandat nr 249 –Stronnictwo Demokratyczne
| Kandydat | I tura | I tura | II tura | II tura |
| Kandydat | Głosów | %      | Głosów  | %       |
| --- | ------ | ------ | ------- | ------- |
| Jacek Tętnowski                                                                                                | 25 889 | 24,78  | 12 309  | 38,91   |
| Krzysztof Czereyski                                                                                            | 24 745 | 23,68  | 16 451  | 52,01   |
| Liczba głosów ważnych: 104 493 (I tura) • 31 632 (II tura) Źródło: Państwowa Komisja Wyborcza I tura i II tura |        |        |         |         |

### Mandat nr 250 – bezpartyjny
| Kandydat                                                          | Głosów | %     |
| ----------------------------------------------------------------- | ------ | ----- |
| Władysław Skalski                                                 | 79 383 | 79,38 |
| Władysław Sawicki                                                 | 7201   | 7,20  |
| Franciszek Żur                                                    | 4551   | 4,55  |
| Andrzej Szewczyk                                                  | 3030   | 3,03  |
| Liczba głosów ważnych: 100 003 Źródło: Państwowa Komisja Wyborcza |        |       |

### Mandat nr 251 – bezpartyjny
| Kandydat                                                         | Głosów | %     |
| ---------------------------------------------------------------- | ------ | ----- |
| Stanisław Żurowski                                               | 70 398 | 72,74 |
| Franciszek Bachleda-Księdzularz                                  | 16 202 | 16,74 |
| Stanisław Snopek                                                 | 4864   | 5,03  |
| Jan Mazanek                                                      | 2468   | 2,55  |
| Liczba głosów ważnych: 96 786 Źródło: Państwowa Komisja Wyborcza |        |       |

### Mandat nr 448 –Polska Zjednoczona Partia Robotnicza
| Kandydat                                                         | Głosów | %     |
| ---------------------------------------------------------------- | ------ | ----- |
| Roman Ney                                                        | 13 571 | 42,92 |
| Marian Stępień                                                   | 10 121 | 32,01 |
| Liczba głosów ważnych: 31 618 Źródło: Państwowa Komisja Wyborcza |        |       |